# Subarashiki nichiyobi
Subarashiki nichiyôbi (素晴らしき日曜日, Subarashiki nichiyôbi) é um filme japonês de 1947 escrito e dirigido por Akira Kurosawa. Este foi o sétimo filme do diretor japonês.
O filme é estrelado por Isao Numasaki e Chieko Nakakita. Tem duração de 108 minutos e é um filme em preto e branco. O filme ganhou os prêmios de "Melhor Diretor" e "Melhor Roteiro" no Mainichi Film Award de 1948.

#### Enrendo
Após a Segunda Guerra Mundial, um casal de namorados cheio de sonhos passa um domingo juntos tentando deixá-lo inesquecível. Mesmo com problemas econômicos e preocupações com a era nuclear, o amor deles lhes dá a possibilidade de se iludirem com um futuro melhor.